# Кампанология
Кампаноло́гия, реже колоколове́дение — наука о колоколах, в рамках которой рассматриваются вопросы как технологии изготовления колоколов, так и колокольного звона в рамках музыкального искусства.

## История
В Западной Европе данная область знаний существует с XIX века. В России первые работы по колоколоведению появились в конце XIX — начале XX века. Как самостоятельная наука отечественная кампанология сформировалась на постсоветском пространстве в конце ХХ века.
Среди работ по кампанологии выделят труды А. Ярешко, Б. Никанорова, А. Бондаренко, А. Макаровой. Большую роль в становлении отечественной кампанологии в 1990-х годах сыграл Юзеф Гейманович Кон.